# السلطة القضائية في المملكة المتحدة

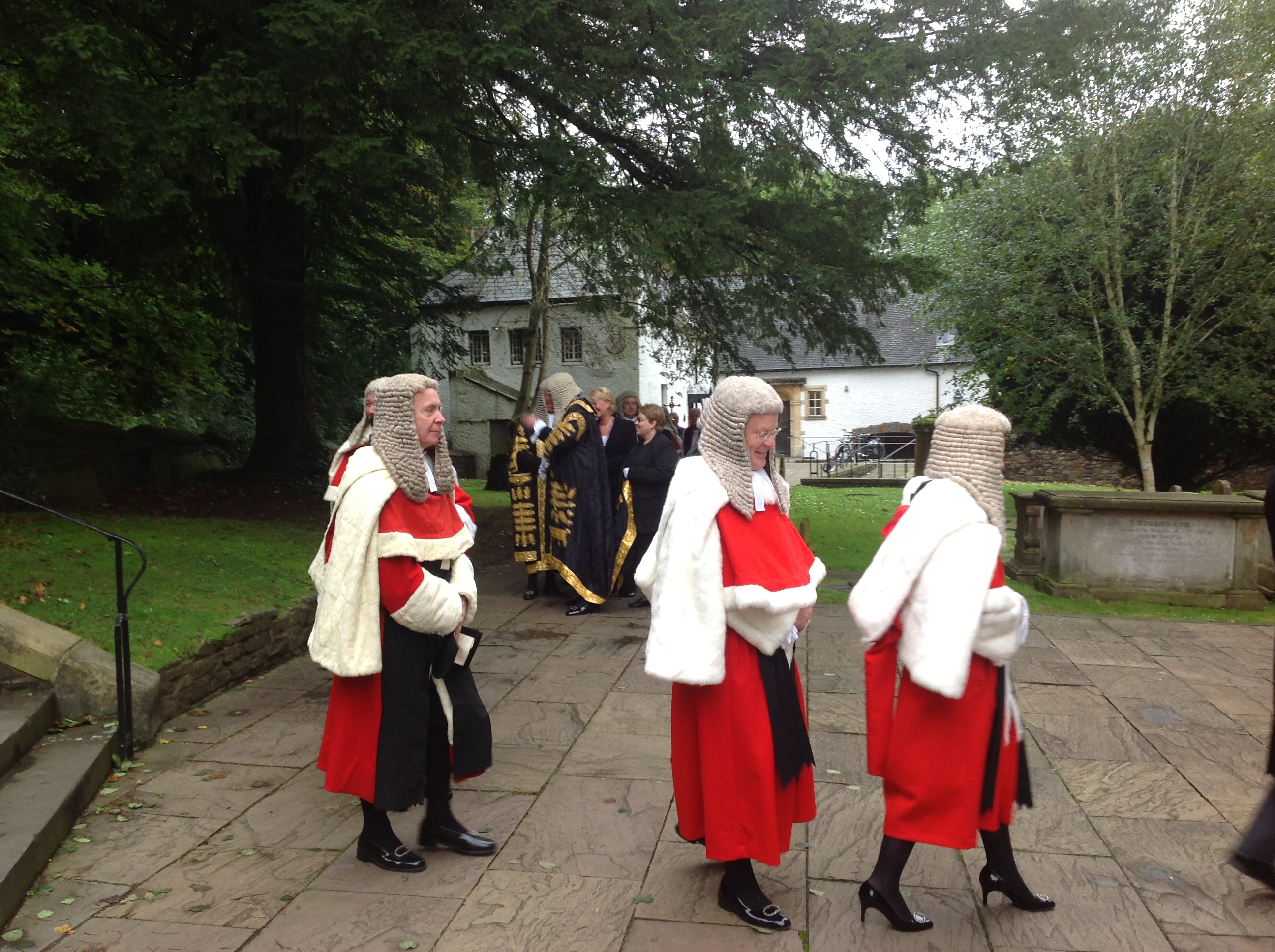
الخدمة القضائية لويلز في كاتدرائية لانداف. 13 أكتوبر 2013.

السلطة القضائية في المملكة المتحدة هي الهيئات القضائية المستقلة للنظم القانونية الثلاثة في إنجلترا وويلز وأيرلندا الشمالية واسكتلندا . ومع ذلك، فإن قضاة المحكمة العليا في المملكة المتحدة ، ولجنة استئناف الهجرة الخاصة ‏ ، ومحاكم التوظيف ، ومحكمة استئناف العمل ‏ ، ونظام المحاكم البريطانية ، يتمتعون بسلطة قضائية على مستوى المملكة المتحدة .

## قضاة المحكمة العليا
يُعرف قضاة المحكمة العليا في المملكة المتحدة بقضاة المحكمة العليا، وهم أيضًا مستشارون خاصون. يُمنح قضاة المحكمة العليا لقب اللورد أو السيدة مدى الحياة.
المحكمة العليا هي محكمة جديدة نسبيا تم إنشاؤها في أكتوبر 2009 في أعقاب قانون الإصلاح الدستوري لعام 2005. سابقًا، كانت محكمة الاستئناف العليا في المملكة المتحدة هي لجنة الاستئناف التابعة لمجلس اللوردات ، ‏ والتي تتكون من " لوردات الاستئناف" في القانون العادي ‏ ، المعروف أيضًا باسم "لوردات القانون" ، الذين يشكلون مع المحكمة العليا اللوردات الآن المحكمة العليا. سمح للوردات القانون هؤلاء بالجلوس في مجلس اللوردات وكانوا أعضاء مدى الحياة.
يرأس المحكمة العليا رئيس ونائب رئيس المحكمة العليا ‏ وتتألف من عشرة قضاة آخرين من المحكمة العليا .
لا يرتدي القضاة أي ثياب أو شعر مستعار في المحكمة، لكن في المناسبات الاحتفالية يرتدون ثياب دمشقية سوداء بدانتيل ذهبي بدون شعر مستعار.

## هيئة قضائية
يعد نظام المحاكم في المملكة المتحدة ‏ جزءًا من النظام الوطني للعدالة الإدارية حيث يتم تصنيف المحاكم على أنها هيئات عامة غير تابعة للإدارات (NDPBs). على الرغم من أنها نشأت على أساس مخصص منذ بداية القرن العشرين، إلا أنه منذ عام 2007 ، تم وضع الإصلاحات اللازمة لبناء نظام موحد يتمتع بسلطة قضائية معترف بها، وطرق الاستئناف والإشراف التنظيمي، وأعضاء المحاكم المؤهلين قانونيًا المعترف بهم أعضاء القضاء الذين يضمن لهم استمرار استقلال القضاء . يرأس نظام المحاكم في المملكة المتحدة رئيس المحكمة العليا ‏ .